# لیگ قهرمانان اروپا ۱۵–۲۰۱۴
لیگ قهرمانان اروپا ۱۵–۲۰۱۴ شصتمین دوره از مسابقات فوتبال باشگاه‌های برتر اروپا و بیست و سومین دوره لیگ قهرمانان اروپا بود.
دیدار نهایی در ورزشگاه المپیک برلین در برلین، آلمان برگزار شدکه در آن دیدار بارسلونا با نتیجه ۳-۱، یوونتوس را شکست داد و قهرمان شد. گل‌های بارسلونا را سوارز، نیمار و راکیتیچ به ثمر رساندند و تگ گل یوونتوس را موراتا به ثمر رساند.

## رتبه بندی کشورها
۷۷ تیم در فصل ۱۵–۲۰۱۴ از ۵۳ لیگ اروپایی وارد این دوره از مسابقه‌ها شدند که براساس امتیازها و عملکردشان در رقابت‌های اروپایی از فصل ۰۸–۲۰۰۷ تا ۱۲–۲۰۱۱ رتبه بندی شدند و سهمیه گرفتند.
| رتبه | فدارسیون | امتیاز | تیم‌ها |
| ---- | -------- | ------ | ----- |
| ۱    | اسپانیا  | ۸۸٫۰۲۵ | ۴     |
| ۲    | انگلستان | ۸۲٫۹۶۳ | ۴     |
| ۳    | آلمان    | ۷۹٫۶۱۴ | ۴     |
| ۴    | ایتالیا  | ۶۴٫۱۴۷ | ۳     |
| ۵    | پرتغال   | ۵۹٫۱۶۸ | ۳     |
| ۶    | فرانسه   | ۵۹٫۰۰۰ | ۳     |
| ۷    | اوکراین  | ۴۹٫۷۵۸ | ۲     |
| ۸    | روسیه    | ۴۶٫۳۳۲ | ۲     |
| ۹    | هلند     | ۴۴٫۷۲۹ | ۲     |
| ۱۰   | ترکیه    | ۳۴٫۵۰۰ | ۲     |
| ۱۱   | بلژیک    | ۳۴٫۴۰۰ | ۲     |
| ۱۲   | یونان    | ۳۴٫۰۰۰ | ۲     |
| ۱۳   | سوئیس    | ۲۸٫۹۲۵ | ۲     |
| ۱۴   | قبرس     | ۲۶٫۸۳۳ | ۲     |
| ۱۵   | دانمارک  | ۲۵٫۷۰۰ | ۲     |
| ۱۶   | اتریش    | ۲۵٫۳۷۵ | ۱     |
| ۱۷   | چک       | ۲۳٫۷۲۵ | ۱     |
| ۱۸   | رومانی   | ۲۳٫۰۲۴ | ۱     |

| رتبه | فدارسیون        | امتیاز | تیم‌ها |
| ---- | --------------- | ------ | ----- |
| ۱۹   | اسرائیل         | ۲۲٫۸۷۵ | ۱     |
| ۲۰   | بلاروس          | ۲۰٫۸۷۵ | ۱     |
| ۲۱   | لهستان          | ۲۰٫۷۵۰ | ۱     |
| ۲۲   | کرواسی          | ۱۹٫۵۸۳ | ۱     |
| ۲۳   | سوئد            | ۱۵٫۶۲۵ | ۱     |
| ۲۴   | اسکاتلند        | ۱۵٫۱۹۱ | ۱     |
| ۲۵   | صربستان         | ۱۴٫۶۲۵ | ۱     |
| ۲۶   | اسلواکی         | ۱۴٫۲۰۸ | ۱     |
| ۲۷   | نروژ            | ۱۴٫۱۷۵ | ۱     |
| ۲۸   | بلغارستان       | ۱۲٫۲۵۰ | ۱     |
| ۲۹   | مجارستان        | ۱۱٫۷۵۰ | ۱     |
| ۳۰   | اسلوونی         | ۹٫۷۰۸  | ۱     |
| ۳۱   | گرجستان         | ۹٫۱۶۶  | ۱     |
| ۳۲   | آذربایجان       | ۸٫۵۴۱  | ۱     |
| ۳۳   | فنلاد           | ۸٫۵۰۸  | ۱     |
| ۳۴   | بوسنی و هرزگوین | ۷٫۸۳۳  | ۱     |
| ۳۵   | مولداوی         | ۷٫۶۶۶  | ۱     |
| ۳۶   | ایرلند          | ۷٫۳۷۵  | ۱     |

| رتبه | فدارسیون     | امتیاز | تیم‌ها |
| ---- | ------------ | ------ | ----- |
| ۳۷   | لیتوانی      | ۶٫۵۰۰  | ۱     |
| ۳۸   | قزاقستان     | ۵٫۹۵۸  | ۱     |
| ۳۹   | لتونی        | ۵٫۷۹۱  | ۱     |
| ۴۰   | ایسلند       | ۵٫۴۱۶  | ۱     |
| ۴۱   | مونته‌نگرو    | ۵٫۲۵۰  | ۱     |
| ۴۲   | مقدونیه      | ۵٫۲۵۰  | ۱     |
| ۴۳   | آلبانی       | ۴٫۱۶۶  | ۱     |
| ۴۴   | مالت         | ۳٫۹۵۸  | ۱     |
| ۴۵   | لیختن اشتاین | ۳٫۵۰۰  | ۰     |
| ۴۶   | لوکزامبورگ   | ۳٫۳۷۵  | ۱     |
| ۴۷   | ایرلند شمالی | ۳٫۰۸۳  | ۱     |
| ۴۸   | ولز          | ۲٫۵۸۳  | ۱     |
| ۴۹   | استونی       | ۲٫۲۰۸  | ۱     |
| ۵۰   | ارمنستان     | ۱٫۷۵۰  | ۱     |
| ۵۱   | جزایر فارو   | ۱٫۵۸۳  | ۱     |
| ۵۲   | سن مارینو    | ۰٫۶۶۶  | ۱     |
| ۵۳   | آندورا       | ۰٫۵۰۰  | ۱     |
| ۵۴   | جبل‌الطارق    | ۰٫۰۰۰  | ۱     |

### یک هشتم نهایی
قرعه کشی این دور در تاریخ ۱۵ دسامبر سال ۲۰۱۴ برگزار شد. مسابقات دور رفت در ۱۷، ۱۸، ۲۴ و ۲۵ فوریه و مسابقات دور برگشت در ۱۰، ۱۱، ۱۷ و ۱۸ مارس ۲۰۱۵ برگزار شد.
| تیم ۱         | نتیجه نهایی | تیم ۲           | بازی رفت | بازی برگشت |
| ------------- | ----------- | --------------- | -------- | ---------- |
| پاری سن ژرمن  | ۳-۳*        | چلسی            | ۱–۱      | ۲–۲        |
| منچستر سیتی   | ۱–۳         | بارسلونا        | ۲–۱      | ۱–۰        |
| بایرلورکوزن   | ۱–۱ (پ۲–۳)  | اتلتیکو مادرید  | ۰–۱      | ۱–۰        |
| یوونتوس       | ۵–۱         | بروسیا دورتموند | ۱–۲      | ۰–۳        |
| شالکه         | ۴–۵         | رئال مادرید     | ۲–۰      | ۳–۴        |
| شاختار دونتسک | ۰–۷         | بایرن‌مونیخ      | ۰–۰      | ۷–۰        |
| آرسنال        | ۳–۳*        | موناکو          | ۱–۳      | ۰–۲        |
| بازل          | ۱–۵         | پورتو           | ۱–۱      | ۴–۰        |

(*) به دلیل گل زده بیشتر در خانه حریف از این مرحله صعود کرده

### یک‌چهارم نهایی
قرعه کشی این مرحله در تاریخ ۲۰ مارس سال ۲۰۱۵ برگزار شد. مسابقات دور رفت در ۱۴ و ۱۵ آوریل و مسابقات دور برگشت در ۲۱ و ۲۲ آوریل ۲۰۱۵ برگزار شد.
| تیم ۱          | نتیجه نهایی | تیم ۲       | بازی رفت | بازی برگشت |
| -------------- | ----------- | ----------- | -------- | ---------- |
| پاری سن ژرمن   | ۱–۵         | بارسلونا    | ۳–۱      | ۲–۰        |
| اتلتیکو مادرید | ۰–۱         | رئال مادرید | ۰–۰      | ۱–۰        |
| پورتو          | ۴–۷         | بایرن‌مونیخ  | ۱–۳      | ۶–۱        |
| یوونتوس        | ۱–۰         | موناکو      | ۱–۰      | ۰–۰        |

### نیمه نهایی
قرعه کشی این دور در تاریخ ۲۴ آوریل سال ۲۰۱۵ برگزار شد. مسابقات دور رفت در ۵ و ۶ مه و مسابقات دور برگشت در ۱۲ و ۱۳ مه ۲۰۱۵ برگزار شد.
| تیم ۱    | نتیجه نهایی | تیم ۲       | بازی رفت | بازی برگشت |
| -------- | ----------- | ----------- | -------- | ---------- |
| بارسلونا | ۳-۵         | بایرن‌مونیخ  | ۰-۳      | ۳-۲        |
| یوونتوس  | ۲-۳         | رئال مادرید | ۱-۲      | ۱-۱        |

### فینال
| یوونتوس    | ۳-۱ | بارسلونا                             |
| ---------- | --- | ------------------------------------ |
| موراتا ۵۵' |     | راکیتیچ ۴' · سوارز ۶۸' · نیمار ۴+۹۰' |

## قهرمان
| قهرمان لیگ قهرمانان اروپا ١۵-٢٠١۴ |
| --------------------------------- |
| بارسلونا                          |
| پنجمین قهرمانی                    |

## گلزنان برتر

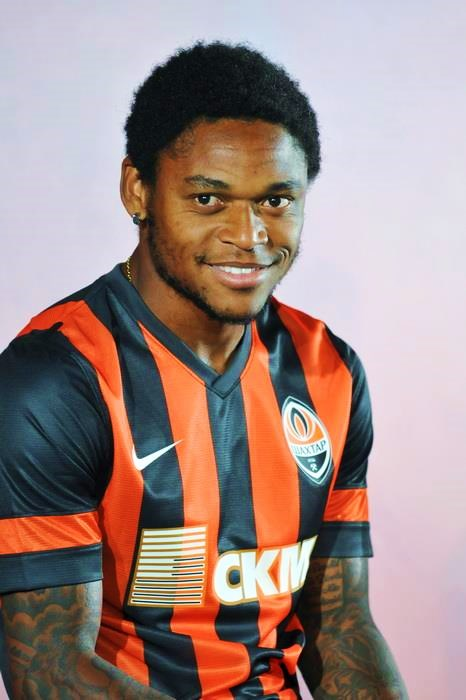
لوئیز آدریانو بازیکن تیم شاختار، نخستین بازیکنی بود که توانست در دور مقدماتی لیگ قهرمانان اروپا در دو بازی خود برابر باته بوریسف هتریک کند

آمار گلزنی در دور مقدماتی و دور پلی‌آف حذف شده.
| رتبه | بازیکن            | تیم           | تعداد گل‌ها | دقایق بازی |
| ---- | ----------------- | ------------- | ---------- | ---------- |
| ۱    | لیونل مسی         | بارسلونا      | ۱۰         | ۱۱۴۷       |
| ۱    | کریستیانو رونالدو | رئال مادرید   | ۱۰         | ۱۰۶۵       |
| ۱    | نیمار             | بارسلونا      | ۱۰         | ۱۰۲۶       |
| ۴    | لوئیز آدریانو     | شاختار دونتسک | ۹          | ۶۲۸        |
| ۵    | جکسون مارتینز     | پورتو         | ۷          | ۶۲۹        |
| ۵    | توماس مولر        | بایرن مونیخ   | ۷          | ۷۷۷        |
| ۵    | لوییز سوارز       | بارسلونا      | ۷          | ۸۲۷        |
| ۵    | کارلوس توس        | یوونتوس       | ۷          | ۱۱۵۶       |
| ۹    | سرخیو آگوئرو      | منچستر سیتی   | ۶          | ۵۵۰        |
| ۹    | کریم بنزما        | رئال مادرید   | ۶          | ۶۶۴        |
| ۹    | ادینسون کاوانی    | پاری سن ژرمن  | ۶          | ۹۲۰        |
| ۹    | روبرت لواندوفسکی  | بایرن مونیخ   | ۶          | ۹۳۲        |

منبع : وبسایت رسمی یوفا

### تیم منتخب فصل
تیم مطالعه و بررسی یوفا در پایان رقابت‌ها ۱۸ بازیکن زیر را به عنوان تیم منتخب فصل انتخاب کرد:
| پست       | بازیکن              | تیم         |
| --------- | ------------------- | ----------- |
| دروازه‌بان | جانلوئیجی بوفون     | یوونتوس     |
| دروازه‌بان | مارک-آندره تر اشتگن | بارسلونا    |
| دفاع      | جرارد پیکه          | بارسلونا    |
| دفاع      | خاویر ماسچرانو      | بارسلونا    |
| دفاع      | ژوردی آلبا          | بارسلونا    |
| دفاع      | برانیسلاو ایوانوویچ | چلسی        |
| دفاع      | جورجو کیه‌لینی       | یوونتوس     |
| هافبک     | سرخیو بوسکتس        | بارسلونا    |
| هافبک     | آندرس اینیستا       | بارسلونا    |
| هافبک     | تونی کروس           | رئال مادرید |
| هافبک     | ایوان راکیتیچ       | بارسلونا    |
| هافبک     | آندره‌آ پیرلو        | یوونتوس     |
| هافبک     | کلودیو مارکیزیو     | یوونتوس     |
| مهاجم     | لیونل مسی           | بارسلونا    |
| مهاجم     | نیمار               | بارسلونا    |
| مهاجم     | لوییز سوارز         | بارسلونا    |
| مهاجم     | آلوارو موراتا       | یوونتوس     |
| مهاجم     | کریستیانو رونالدو   | رئال مادرید |